# الـ 48 يوما الأخرى
"الـ 48 يوماً الأخرى" هي الحلقة السابعة من الموسم الثاني من المسلسل التلفزيوني الدرامي الأمريكي لوست، والحلقة الثانية والثلاثون بشكل عام.  أخرج الحلقة إريك لانوفيل، وكتبها المنتجان التنفيذيان دامون ليندلوف وكارلتون كيس.  تم بث الحلقة لأول مرة على قناة ABC في الولايات المتحدة في 16 نوفمبر 2005.
على عكس الحلقات السابقة، حيث ركز الفلاشباك في كل حلقة على الأحداث التي سبقت الحادث، تتمحور "الـ 48 يوماً الأخرى" حول الخلفية الدرامية لشخصيات قسم الطائرة الخلفي، وتظهر الأحداث من اليوم الأول للحادث حتى الأحداث التي عُرضت في حلقة "منبوذة".  شاهد الحلقة ما يقدر بنحو 21.87 مليون مشاهد أمريكي منزلي.

## الحبكة
بعد تحطم الجزء الخلفي من الطائرة في المياه قبالة الشاطئ، يسبح الناجون إلى اليابسة.  يسحب مستر إيكو فتاة صغيرة (إيما) من الماء، وتقوم آنا لوسيا كورتيز بإجراء الإنعاش القلبي الرئوي لها وتنقذ حياتها.  يذهب كل من آنا وإيكو بعد ذلك لمساعدة المزيد من الأشخاص، تاركين الفتاة وشقيقها في رعاية سيندي تشاندلر.  تساعد ليبي رجلاً، تم التعرف عليه لاحقًا على أنه دونالد، عن طريق إعادة وضع ساقه المكسورة.  يخرج رجل من الغابة ويطلب المساعدة، ويقول إن هناك شخصًا على قيد الحياة في الغابة.  أحضر الرجل "غودوين" آنا إلى برنارد، الذي لا يزال مربوطًا بحزام مقعده بالطائرة و عالقًا فوق شجرة.  تقنعه آنا بالإمساك بغصن الشجرة قبل أن يقع المقعد إلى الأرض.  بالعودة إلى الشاطئ، يقوم جودوين، الذي يدعي أنه عضو في هيئة السلام، بإشعال نار للإشارة.
في تلك الليلة، تم خطف ثلاثة من البالغين وقام إيكو بقتل اثنين من "الآخرون" بواسطة حجرة عندما حاولوا خطفه.  ومنذ تلك الليلة يصوم عن الكلام.  وعلى الرغم من هذا الحادث، لا أحد ينظم مناوبات لحراسة المجموعة.
يموت ثلاثة ناجين متأثرين بجراحهم منذ اليوم الثاني حتى الرابع.  يقترح أحد الناجين "ناثان" البقاء على الشاطئ، وتوافق المجموعة.  في اليوم الخامس مات دونالد متأثرا بإصابة في ساقه وتم دفنه حينها.  في اليوم الثاني عشر، خطف الآخرون تسعة آخرين، بما في ذلك إيما وشقيقها زاك؛  يظهر زاك وهو يحمل دمية دب في هذه الحلقة، وهذا يوضح أنه هو الصبي الذي رآه مستر إيكو وجين عندما اختبأوا من الآخرون في حلقة ...و وجد (رأوا نفس الدمية).  تمكنت آنا من قتل شخص آخر، واكتشفت أنه يحمل سكينًا قديمًا يعود للجيش الأمريكي مع قائمة بأسماء الأشخاص التسعة الذين سيتم إختطافهم مع أوصافهم.  أثناء محاولتهم فهم ما يحدث، تتم مناقشة فكرة وجود متسلل بينهم، بالإضافة إلى اقتراح مغادرة الشاطئ.
يقرر الناجون التوجه نحو الغابة. ويقيمون مخيماً بالقرب من مصدر مياه عذبة وأشجار فاكهة.  تقوم آنا بحفر حفرة وتحولها إلى قفص.  بمجرد الانتهاء من ذلك، أفقدت ناثان وعيه وألقته في الحفرة.  تستجوبه معتقدة أنه أحد الذين خطفوا الأطفال بسبب غيابه غير المبرر لساعات ولأن لم يتذكر أحد رؤيته على متن الطائرة.  وعندما سألته من أين هو، أجاب أنه من كندا (نفس البلد الذي ادعى إيثان روم أنه ينحدر منه).  بدأت بتجويعه، مطالبة بمعرفة مكان الأطفال، لكن مستر إيكو يطعمه دون علمها.  أخبرت آنا جودوين أنها تنوي البدء في تعذيب ناثان وقطع أحد أصابعه في اليوم التالي.  في تلك الليلة، يحرر جودوين ناثان، وحذره من خطة آنا؛  عندما يستدير ناثان للهروب، كسر جودوين عنقه، ليكشف للمشاهدين أنه هو المتسلل.
يتحرك الناجون مرة أخرى ويجدون مخبأً يحمل شعار مبادرة دارما، مع وجود سهم في منتصف الشعار.  وجدوا صندوق بداخله عينًا اصطناعية ونسخة من الكتاب المقدس و راديو.  يذهب جودوين وآنا إلى أرض مرتفعة لمحاولة التقاط إشارة-استقبال.  وأثناء تواجدهما هناك، كشفت آنا أنها اشتبهت منذ البداية في أن جودوين هو أحد "الآخرون"، لأنه في اليوم الأول، خرج من الغابة بملابس جافة تماماً بعد عشر دقائق من سقوط الطائرة في الماء. يعترف جودوين بأنه قتل ناثان، قائلاً إنه كان يظن أنه إذا عذبته آنا ولم يقل أي شيء، ستنظر آنا إلى ناثان على أنه بريء، وبالتالي لا يمكن أن يكون كبش فداء.  يذكر جودوين بأن أولئك الذين تم خُطفوا كانوا "أناس جيدين"، وأن ناثان لم يكن مدرجًا في القائمة لأنه "لم يكن شخصًا جيداً"، ويذكر أن الأطفال بخير لكنه لم يوضح مكان وجودهم أو مكان أي من الأسرى الآخرين.  يتعارك الاثنان؛  عندما تدحرجوا إلى أسفل التل، قامت آنا بطعنه بعصا حادة (شاهد جين وإيكو جسد جودوين المُطعن قبل حلقتين).
تعود آنا إلى الناجين وتقول لهم: "الآن نحن آمنون هنا".  في اليوم الحادي والأربعين، يلتقط برنارد إشارة بث بون عبر الراديو ويرد على عبارة بون "نحن الناجون من رحلة أوشيانيك 815 المحطمة" بعبارة "بل نحن الناجون من الرحلة 815."  يوضح هذا حقيقة ما كان يسمعه بون عندما أرسل إشارة البث في حلقة سابقة من الموسم الأول.  قبل إجراء أي محادثة أخرى، تقوم آنا بإيقاف تشغيل الراديو، ولا تقتنع بالإرسال لأنها تظن أنه خدعة أخرى من قبل الآخرون.  يسألها برنارد كيف عرفوا رقم رحلتهم، لكن آنا تشير إلى أنهم عرفو ذلك من جودوين، وتطلب من الجميع تقبل فكرة أن هذه هي حياتهم الجديدة الآن.  تذهب بمفردها لتبكي، يخبرها إيكو أن كل شيء سيكون على ما يرام.  أخبرته أن استغرق أربعين يومًا ليتكلم من جديد؛  ورد عليها أنها استغرقت أربعين يومًا لتبكي.
بعد فترة وجيزة، وجدت سيندي وليبي جين بعد أن جرفته الأمواج إلى الشاطئ.  بعد إخراجه من الماء، قاموا بربطه وعصب عينيه أثناء محاولتهم معرفة هويته.  بينما يتجادل إيكو وآنا لوسيا، يحرر جين نفسه ويركض إلى الشاطئ.
يتم عرض بقية الحلقة كمونتاج للأحداث التي شوهدت بالفعل في حلقات "توجيه" وصولا إلى حلقة "منبوذة"، بما في ذلك تعرف الناجين من القسم الخلفي على جين وسوير ومايكل، ورحلتهم إلى مخيم القسم الأمامي، مرض سوير، استماع سيندي إلى الهمسات في الغابة قبل أن يتم "اختطافها"، وإطلاق آنا لوسيا النار على شانون.

## الإستقبال
اكتسبت الحلقة 21.87 مليون مشاهد أمريكي عندما تم بثها لأول مرة.

## روابط خارجية
- "الـ 48 يوماً الأخرى" على قناة ABC
- «الـ 48 يوما الأخرى» على قاعدة بيانات الأفلام على الإنترنت )</img>